# Вёгота
Вёгота — деревня в Кисельнинском сельском поселении Волховского района Ленинградской области.

## История
Деревня Вегота упоминается на карте Санкт-Петербургской губернии Ф. Ф. Шуберта 1834 года.

ВЕГОДА — деревня принадлежит статской советнице Бартоломер и подпоручику Долговосабурову, число жителей по ревизии: 25 м. п., 23 ж. п. (1838 год)

На карте профессора С. С. Куторги 1852 года отмечена деревня Вегота.
30 декабря 1853 года в деревне была освящена деревянная, на каменном фундаменте, о пяти главах, церковь во имя Анны Пророчицы. Построила её княгиня Анна Иоанновна Волконская, урождённая княжна Варшавская.

ВЕГОДА — деревня княгини Волконской, по просёлочной дороге, число дворов — 4, число душ — 22 м. п. (1856 год)

ВЕГОДА (ВЕГОТА) — деревня владельческая при колодцах, число дворов — 13, число жителей: 33 м. п., 37 ж. п.; Часовня православная. (1862 год)

В 1863—1865 годах временнообязанные крестьяне деревни выкупили свои земельные наделы у княгини А. И. Волконской и стали собственниками земли.
Согласно материалам по статистике народного хозяйства Новоладожского уезда 1891 года, имение при селениях Чаплино, Пали и Веготы площадью 14 718 десятин принадлежало жене коллежского асессора Н. В. Зуровой, имение было приобретено в 1885 году за 90 000 рублей.
В конце XIX века деревня административно относилась к Песоцкой волости 1-го стана Новоладожского уезда Санкт-Петербургской губернии, в начале XX века — 4-го стана.
По данным «Памятной книжки Санкт-Петербургской губернии» за 1905 год деревня называлась Вегото.
С 1917 по 1923 год деревня Вёгота входила в состав Сюрьевского сельсовета Песоцкой волости Новоладожского уезда.
С 1923 года в составе Октябрьской волости Волховского уезда.
С 1924 года в составе Черноушевского сельсовета.
Согласно данным переписи населения СССР 1926 года в деревне Вегода проживали 75 человек — все русские.
С 1927 года в составе Сюрьевского сельсовета Волховского района.
В 1928 году население деревни Вёгота также составляло 75 человек.
По данным 1933 года деревня Вёгота входила в состав Черноушевского сельсовета Волховского района.
В 1936 году часовня была закрыта.

План деревни Вёгота. 1941 год

Согласно топографической карте РККА 1941 года деревня насчитывала 12 дворов. На северной окраине деревни находилась часовня.
С 1946 года в составе Сюрьевского сельсовета Новоладожского района.
В 1958 году население деревни Вёгота составляло 19 человек.
С 1962 года вновь в составе Волховского района.
По данным 1966 года деревня Вёгота вновь входила в состав Черноушевского сельсовета.
По данным 1973 и 1990 годов деревня Вёгота входила в состав Чаплинского сельсовета Волховского района.
В 1997 году в деревне Вёгота Кисельнинской волости не было постоянного населения, в 2002 году проживали 3 человека (все русские).
В 2007 году в деревне Вёгота Кисельнинского СП — вновь не было постоянного населения.

## География
Деревня расположена в западной части района к северу от автодороги Р21 (E 105) «Кола» (Санкт-Петербург — Петрозаводск — Мурманск).
Расстояние до административного центра поселения — 12 км.
К северу от деревни находится Вёготское озеро и Вёготское болото, к югу — Вахонское болото, к западу — болота Сюрьевский Мох и Чаплинский Мох.

## Демография
| 1862 | 2007 | 2010 | 2017 |
| ---- | ---- | ---- | ---- |
| 70   | ↘0   | →0   | →0   |

Согласно данным Всероссийской переписи населения 2021 года в деревне постоянного населения не было.